# Puerto de Bangkok
El Puerto de Bangkok (en tailandés: ท่าเรือกรุงเทพ)  popularmente conocido como Puerto de Khlong Toei (ท่าเรือ คลองเตย), es un puerto internacional situado en el río Chao Phraya, en el distrito Khlong Toei de la ciudad de Bangkok, la capital de Tailandia. Es operado por la Autoridad Portuaria de Tailandia. Fue el principal puerto internacional de Tailandia desde su apertura en 1947 hasta que fue sustituido por el de aguas profundas Laem Chabang en 1991. Se trata principalmente de un puerto de carga, aunque sus límites permiten acceder a los buques de 12.000 toneladas de peso muerto o menos. El puerto movilizó 11.936.855 toneladas (13.158.130 toneladas) de carga en los primeros ocho meses del año fiscal 2010, cerca del 22 por ciento del total en los puertos internacionales del país.